# Terra de Gósen
A Terra de Gosén (em hebraico: ארץ גושן) é chamada na Bíblia como o lugar no Egito dado aos hebreus pelo faraó de José, e a terra de onde mais tarde deixou o Egito na época do êxodo. Foi localizado no Delta oriental.[carece de fontes?]
De acordo com a narrativa de José no livro de Gênesis, os filhos de Israel que viviam em Hebrom, experimentaram uma grande fome que durou sete anos. Uma vez que o Egito era o único reino capaz de fornecer alimentos, os filhos de Israel partiam para lá para comprar mercadorias. No segundo ano de fome, o tjati do Egito, José, convidou os filhos de Israel a viverem em território egípcio. Eles se estabeleceram na terra de Ramessés no país de Gósen. Gósen é descrita como a melhor terra do Egito, apropriada para agricultura e à pecuária. Tem sido sugerido que este local pode ter sido um pouco além do Egito, porque Gênesis 46:34 diz: "Isso direis para que habiteis na terra de Gósen; porque todo pastor de ovelhas é abominação para os egípcios". Após a morte de José e os de sua geração, devidos os israelitas terem se tornado populosos em número, os egípcios temiam eventual integração ou aquisição, de modo que escravizaram os israelitas, retirando seus privilégios. Os egípcios os forçaram a construir cidades-armazéns em Pitom, Ramessés e Heliópolis.
Séculos mais tarde, Moisés foi chamado para liderar os israelitas do Egito, da terra de Ramessés em Gósen para Sucote, o primeiro ponto de formação do Êxodo. Eles acamparam em 41 locais atravessando o Delta do Nilo, para a última estação sendo as planícies de Moabe.

## Identificação
Em 1885, E.H. Naville identificou Gósen como o 20º nomo do Egito, localizada no Delta oriental, e conhecido como "Gesem" ou "Kesem" durante a dinastia XXVI do Egito (672-525 a.C). Ele cobria a extremidade ocidental do Wadi Tumilat, no extremo leste sendo o distrito de Sucote, que tinha Pitom como cidade principal, estendida ao norte na mesma distância das ruínas de Piramesse (a "terra de Ramessés"), e incluiu tanto a terra de culturas e terras de pastagem. (Donald Redford, embora não contestasse a localização de Gosén, dá uma origem diferente para o nome, derivando-o de "Gasmu", os governantes do Quedaritas beduínos que ocuparam o Delta oriental do século VII a.C., mas John Van Seters acha isso improvável).